# 青年會專業書院
青年會專業書院（英語：YMCA College of Careers，YMCACOC，中文簡稱青專）是香港的一家私立成人進修學校，約於1995年成立，隶属于香港中華基督教青年會。它主要開辦全日制文憑、深造文憑（高級文憑）、專業文憑，也與其他院校協辦學士學位等課程，同時開辦多個晚間兼讀制專業課程和興趣班。

## 歷史
青年會專業書院開辦初期除了一些課時短的興趣班外，只有會計學和商業學的晚間兼讀文憑課程。在2003年起，為了配合香港的副學位課程的發展，開始提供全日制課程，並新增了不少熱門行業培訓的文憑課程，例如酒店管理、美容和旅遊等。

## 校園
青年會專業書院的絕大多數課程都是在位於油麻地香港中華基督教青年會九龍會所主校上課。酒店管理學文憑的課程會視乎不同的學科訓練而上課；例如餐飲部訓練會於城景國際的貴賓室、酒吧和灣景國際的M Floor餐廳上課、實習和進行有關技能考試，而房口部訓練會於灣景國際賓館上課，並於城景國際進行技能考試；到了學期末所有酒店管理學系的學生會在灣景國際上課。而廚藝學系的課程是於香港中華基督教青年會新界會所上課。
設計及攝影高級文憑同學，學校均安排到有關設計公司及影室有償實習，增加有關工作經驗。隨著社會變遷，設計系引入三維列印器材和技術，以配合設計工作。而本系先後兩年2015/2016年獲動漫節人型設計獎學界第一名。

## 設施

### 主要設施
青年會專業書院主校共三層，設備如下：
- 地下（G/F）：設有大型展覽廳—波希米亞藝術中心，供展覽、會議、活動等多種用途
- 一樓（1/F）：行政及學生事務處，並設有實習厨房、示範房間及其內部餐廳（不招待顧客）
- 二樓（2/F）：幾間標準型課室樓層
- 三樓（3/F）：大型課室、三間電腦室、素描畫室、攝影工作室、三維列印工作室，共9間課室

此外，除了地下樓層外，每個樓層都設有男女廁所和供學生用的儲物櫃。每個樓層都是由樓梯和一部升降機連接著。

### 其他設施
由於學校面積有限，為了能應付學校的學生需求，特別是需要實務訓練的課程，青年會專業書院有時會安排學生到青年會其他會所上課。
- 香港中華基督教青年會九龍會所：綜合體育館、部份可租用的會議室

- 城景國際：鑽石廳（同時包括五樓全層所有設施）、六樓或以上的部份酒店客房
- 灣景國際：酒店低座部份的全部樓層（即前香港中華基督教青年會香港會所，樓高四層）

## 收生情況
參考傳媒及自資專上教育委員會公開資料，該校全日制專上課程的實際收生人數如下：
| 學年    | 收生人數 | 備註                                   |
| ------- | -------- | -------------------------------------- |
| 2017/18 | 21 人    | 副學位21人，佔預計學額（70人）的 30%。 |
| 2018/19 | 8 人     | 副學位8人。                            |
| 2019/20 | 4 人     | 副學位4人，佔預計學額（30人）的 13%。  |
| 2020/21 | 4 人     | 副學位4人，佔預計學額（55人）的 7%。   |
| 2021/22 | 5 人     | 佔預計學額（40人）的 13%。             |

## 全日制文憑和深造文憑（高級文憑）課程[8]

### 酒店及旅遊業
- 酒店管理學文憑（與南澳洲技職學院TAFE合辦）
- 酒店管理學深造文憑
- 旅遊業文憑
- 旅遊業深造文憑
- 旅遊業專業文憑

### 美容實務
- 化妝髮型及時裝形象設計文憑（與國際美研專業教育學院合辦）
- 國際專業美容師文憑（與國際美研專業教育學院合辦）

### 設計與藝術
- 設計高級文憑 (視藝設計)
- 設計高級文憑 (攝影)

- 設計學文憑 (平面設計)
- 設計學文憑 (數碼攝影)

## 全日制專上課程

### 高級文憑課程
- 精品咖啡及咖啡店管理高級文憑
- 酒店及旅遊管理高級文憑
- 社會工作高級文憑

### 專業文憑課程
- 商業管理專業文憑

## 兼讀制文憑、高級文憑和證書課程[9]

### 會計及商業
- 專業會計學文憑
- 專業會計學高級文憑
- 商業學文憑
- 秘書及行政學文憑
- 商業管理高級文憑
- 物流與供應鏈管理專業證書
- 物流與供應鏈管理高級文憑
- 資訊科技及商業應用文憑

### 設計及應用
- 室內建築組件及傢俬設計文憑
- 產品設計及品牌創新證書
- 職業英語文憑
- 國際調酒師及會所管理文憑
- 婚禮策劃暨婚禮督導師文憑

### 食物及營養
- 食物與營養學證書／健康與營養學文憑（同一課程，由青專與清華專業教育培訓中心合辦）

### 婚禮設計
- 婚禮策劃暨婚禮督導師文憑
- 摩登大妗姐證書
- 婚宴花藝佈置設計專業證書

## ERB人才發展計劃課程
- 就業掛鉤課程
- 通用技能課
- 新來港人士課程
- 新技能提升計劃課程
- 自在人生自學計劃課程
- 長者學苑課程

## 已停辦的全日制課程
- 資訊科技及商業應用文憑
- 資訊科技及商業應用高級文憑
- 國際商業工商管理學士（三年制）（由青專和香港公開大學協辦，自2011/12學年起不再舉辦）
- Arts in Leadership and Management 碩士（由青專和約克聖約翰大學合辦，2011/12學年開辦第一屆，同為最後一屆）
- 康樂及運動管理學文憑（2011/12學年首次開辦，但不久後就停辦）
- 康樂及運動管理學深造文憑（原定於2012/13學年開辦，但因康樂及運動管理學文憑不予開設的關係而沒有實行）
- 西式廚藝與餐飲服務文憑（酒店管理學文憑課程的先修班，2011/12學年首次開辦，2012/13學年起就不再開辦）
- 中學協作計劃的所有課程

## 全日制學生升學途徑
青年會專業書院的深造文憑或專業文憑畢業生可以升讀與校方合辦或結盟的本地或海外大學銜接學位課程。